# Angey
Angey là một xã thuộc tỉnh Manche trong vùng Normandie tây bắc nước Pháp. Xã này nằm ở khu vực có độ cao trung bình 113 mét trên mực nước biển.
Dân số là 141 người (năm 1999)